# Klarna
Klarna est une fintech, une entreprise technico-financière suédoise, offrant des solutions d'affacturage en ligne. Elle a été créée en 2005 et dispose d'une licence bancaire depuis 2018 sous le nom de Klarna Bank. Son siège est situé à Stockholm.
Le principe de base de son fonctionnement consiste à s'intercaler entre commerçants et acheteurs. Klarna paie le vendeur et prend en charge la gestion des paiements par les clients ainsi que des facilités de paiement qui leur sont accordées, ce qui permet aux acheteurs de payer plus tard, après avoir essayé le produit.
Fort de son succès, Klarna, dont le nom signifie « s’éclairer » en suédois, est devenu le principal concurrent de PayPal.

## Histoire
Chaque année, Klarna réalise des transactions d'une valeur d'environ 6,1 milliards d'euros.
En 2010, Klarna a réalisé un chiffre d'affaires annuel de 38 millions d'euros.
En décembre 2013, Klarna acquiert, pour 150 millions de dollars, l'entreprise allemande Sofort, qui a alors 130 employés, dans le but d'étendre sa part de marché en Allemagne et en Europe.
Selon le Financial Times, en 2017, Sequoia Capital et Visa font partie de son tour de table. En 2017, Permira, fonds de private equity, aurait acquis environ 10 % du capital pour un montant de 250 millions de dollars (214 millions d’euros). En février 2017, Klarna acquiert l'entreprise allemande BillPay, qui emploie 140 personnes.
En 2018, Klarna emploie 2 000 personnes et revendique 90 000 clients, parmi lesquels Asos, Adidas, Arcadia Group et Ikea, dans 18 pays. En Allemagne, Klarna a des succursales à Cologne et Berlin. En Autriche, Klarna a une succursale à Vienne. Environ vingt pour cent des achats en ligne effectués en Suède sont traités par l'intermédiaire de Klarna.
Depuis juin 2021, l'application Klarna est disponible en téléchargement dans toute la France.
En septembre 2021, Klarna acquiert la société Stocard, dont l’application permet de numériser ses cartes de fidélité, d’obtenir des offres commerciales et de payer directement depuis son mobile,.
Klarna annonce sur son site Internet avoir plus de 147 millions d'utilisateurs.
L'entreprise a enregistré en 2022 les plus grosses pertes de son histoire, 940 millions d'euros.
En décembre 2024, le CEO a affirmé ne pas avoir recruté de nouveaux employés grâce à l’émergence de l’IA, qui peut remplacer de nombreux postes. 